# Tornabous
Tornabous es un municipio y localidad española de la provincia de Lérida, en la comunidad autónoma de Cataluña. El término municipal, ubicado en la comarca de Urgel, tiene una población de 851 habitantes (INE 2024).

## Geografía
El municipio tiene una superficie de 24,17 km². A mediados del siglo XIX se denominaba Tornavons.

## Pedanías
- La Guardia de Urgel
- Tarrós

## Demografía
Cuenta con una población de 851 habitantes (INE 2024).
| Gráfica de evolución demográfica de Tornabous entre 1842 y 2021 |
| |
| Población de derecho según los censos de población del INE Población de hecho según los censos de población del INEEn estos censos se denominaba Tornavons: 1842 Entre el censo de 1857 y el anterior, crece el término del municipio porque incorpora a 255191 (La Guardia de Urgel), 255357 (Tarrós) |

| Nacionalidad | Hombres | Mujeres | Total | %     | Proporción |
| ------------ | ------- | ------- | ----- | ----- | ---------- |
| Española     | 331     | 285     | 616   | 72.7% |            |
| Extranjera   | 125     | 106     | 231   | 27.2% |            |

| 884                        | 830 | 796 | 824 |
| (Fuente: [cita requerida]) |     |     |     |

## Patrimonio
- Poblado ibérico del Molino de Espigol

## Personas notables
En la pedanía de Tarrós nació el político Lluís Companys, ministro de Marina y presidente de la Generalidad de Cataluña, torturado, sometido a un consejo de guerra y finalmente fusilado por el Gobierno fascista de Franco (1940).